# Panthera balamoides
Panthera balamoides és una espècie extinta de mamífer carnívor de la família dels fèlids que visqué a Nord-amèrica durant el Plistocè superior, fa entre 11.700 i 12.900 anys. Se n'han trobat restes fòssils a l'estat mexicà de Quintana Roo. L'ombra del dubte plana sobre la seva posició taxonòmica. Fou descrit com una pantera, però, segons altres científics, el material correspondria en realitat a un os del gènere dels arctoteris. El nom específic balamoides significa ‘[animal] amb forma de jaguar’.